# Carboneras
Carboneras er en by og kommune i det sydøstlige Spanien i provinsen Almería. Den har et indbyggertal på 8.441 (2024) indbyggere.